# Kritzenthal
Kritzenthal ist ein Gemeindeteil der Gemeinde Treffelstein im Landkreis Cham (Oberpfalz, Bayern).

## Geographische Lage
Die Einöde Kritzenthal liegt etwa 2 km nordöstlich von Treffelstein nahe der deutsch-tschechischen Grenze in der Nähe des Biberbachs, der ungefähr 6 km weiter nordöstlich jenseits der deutsch-tschechischen Grenze an den Hängen des 698 m hohen Kozí vrch entspringt und 7 km weiter südlich in die Böhmische Schwarzach mündet.

## Geschichte
Zum Stichtag 23. März 1913 (Osterfest) wurde Kritzenthal als Teil der Pfarrei Ast mit 2 Häusern und 12 Einwohnern aufgeführt.
1927 beantragte Kritzenthal erfolgreich seine Loslösung von der Pfarrei Ast und seine Zuteilung zur (näher gelegenen) Pfarrei Treffelstein.
Im Zuge der Vorbereitung des Zweiten Weltkrieges wurde in Kritzenthal ein Depot für Gewehre, verschiedene andere Waffen und Ausrüstungsgegenstände angelegt.
Am 31. Dezember 1990 hatte Kritzenthal 3 Einwohner und gehörte zur Pfarrei Treffelstein.